# La Chapelle (Haïti)
Pour les articles homonymes, voir La Chapelle.
La Chapelle (Lachapèl en créole haïtien) est une commune d'Haïti située dans le département de l'Artibonite, arrondissement de Saint-Marc.

## Démographie
La commune est peuplée de 31 533 habitants(recensement par estimation de 2015).

## Administration
La commune est composée des sections communales de :
- Martineau
- Bossous

## Économie
L'économie locale repose sur la culture et la production de légumes.